# Worship (Years & Years)
Worship is een nummer van het Britse synthpoptrio Years & Years uit 2016. Het is de zevende en laatste single van hun debuutalbum Communion.
Het nummer, met vermoedelijk religieuze lading, flopte in Years & Years' thuisland Groot-Brittannië met een 168e positie. In het Nederlandse taalgebied werd het nummer een mager succesje. In Nederland bereikte het de 12e positie in de Tipparade, en in Vlaanderen bereikte het de 22e positie in de Tipparade.